# Мијо Лончарић
Мијо Лончарић (Река, 1. септембар 1941 — Загреб, 21. јун 2023) је био хрватски лингвист, лексикограф и познавалац кајкавског дијалекта.

## Биографија
Рођен је у сељачкој породици. Гимназију је похађао у Копривници. 1966. године завршио је студиј јужнословенских језика и германистику на Филозофском факултету у Загребу. Магистрирао је 1973. године. Докторску дисертацију одбранио је 1980. године. Студирао је и у Немачкој (у Келну, Манхајму и Марбургу). У Институту за хрватски језик и језикословље почео је да ради 1973. године. Био је директор од 1987. до 1996. године. Пензионисан је 2012. године.
Имао је велику улогу у стандардизацији хрватског књижевног језика након 1991. године. Био је један од најзначајнијих савремених хрватских лингвиста. Његов рад је посебно значајан у хрватској дијалектологији, посебно у проучавању кајкавског дијалекта.
Учествовао је на бројним научним скуповима, конференцијама и конгресима у Хрватској и другим држабама (Словачка, Холандија, Мађарска, Словенија, Немачка, Босна и Херцеговина, Македонија, Србија). Био је водитељ темељних националних пројеката за хрватски књижевни језик од 1990. до 1995. године. Водио је и састављање Хрватског дијалектолошког и језичног атласа од 1996. до 2012. године.